# Karl von Schmid (Politiker, 1832)

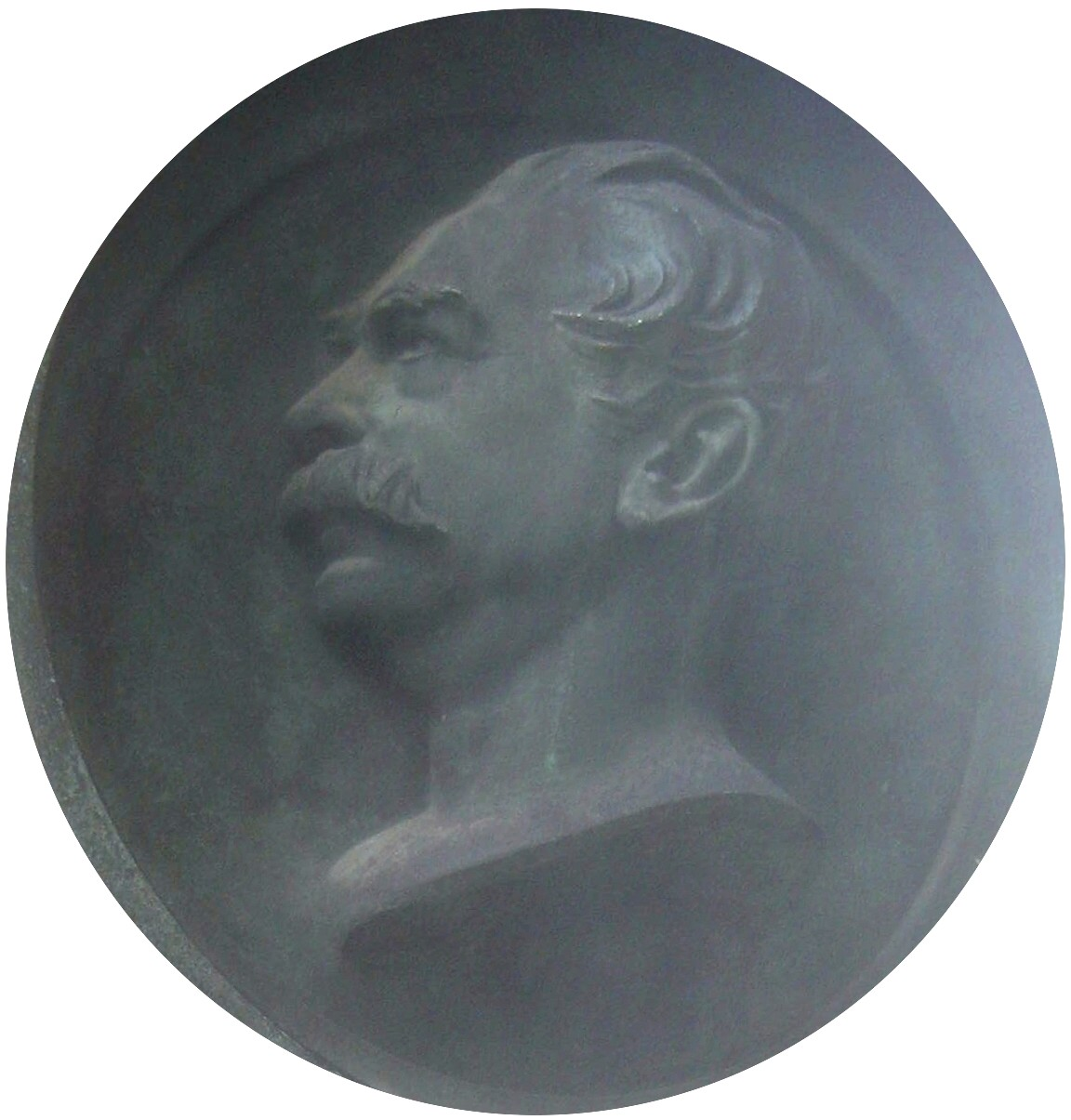
Bronzerelief Karl von Schmids auf seinem Grabmal.

Karl Joseph von Schmid (* 4. März 1832 in Munderkingen; † 6. Dezember 1893 in Stuttgart) war ein deutscher Politiker und Innenminister des Königreichs Württemberg.

## Leben
Nach dem Besuch des Gymnasiums in Ehingen zog Schmid 1851 in das Wilhelmsstift in Tübingen ein und studierte bis 1852 katholische Theologie. Von 1852 bis 1857 folgte ein Studium der Rechtswissenschaften an den Universitäten Tübingen und Freiburg. In Tübingen wurde er Mitglied der Landsmannschaft Ulmia. Nach dem Studium war er bis 1858 Rechtsanwalt in Rottenburg und danach in Munderkingen, wo er von 1861 bis 1872 auch als Stadtschultheiß wirkte. Im Jahre 1866 beteiligte sich Schmid unter dem Eindruck des Deutschen Kriegs an der Gründung der nationalliberalen Deutschen Partei. Von 1868 bis 1882 und wieder von 1889 bis zu seinem Tod besaß er von den Wählern des Oberamts Ehingen ein Mandat in der Abgeordnetenkammer der Württembergischen Landstände.
Von 1871 bis 1879 war er außerdem für den Wahlkreis Württemberg 15 (Ehingen, Blaubeuren, Laupheim, Münsingen) Mitglied des Reichstags, bis 1877 in der Fraktion der Nationalliberalen Partei, danach in der Fraktion der Deutschen Reichspartei. Am 8. September 1879 legte er sein Mandat wegen seiner Ernennung zum Bundesratsbevollmächtigten nieder.
Im Jahre 1872 ging er als Rechtsanwalt nach Ulm und trat 1873 in Stuttgart als Oberfinanzrat in den württembergischen Staatsdienst. Die Berufung erfolgte wegen seiner Tätigkeit als Hauptberichterstatter über die Steuerreform in der Zweiten Kammer. Seit 1880 war Schmid württembergischer Bevollmächtigter beim Bundesrat. Am 9. September 1887 folgte Schmid seinem Amtsvorgänger und Parteifreund Julius Hoelder als Innenminister nach. Schmid unterstützte König Karl 1888 gegen die Anfeindungen in der Affäre um den königlichen Gefährten Charles Woodcock.

## Familie
Karl von Schmid entstammte einer katholischen Handwerkerfamilie. Sein Vater war der Gerbermeister Joseph Schmid und betrieb das Gasthaus Hirsch in Munderkingen. Dessen Frau hieß Sophia geborene Schönle und hatte insgesamt zehn Kinder, jedoch nur drei davon erreichten das Erwachsenenalter. Karl von Schmid war seit 1857 mit Bertha Schuster (* 1835; † 1904) verheiratet. Aus dieser Ehe gingen drei groß gewordene Kinder hervor, wovon eine Tochter einen Neffen von Adolf Gröber heiratete.